# Bundesministerium für Wissenschaft und Forschung

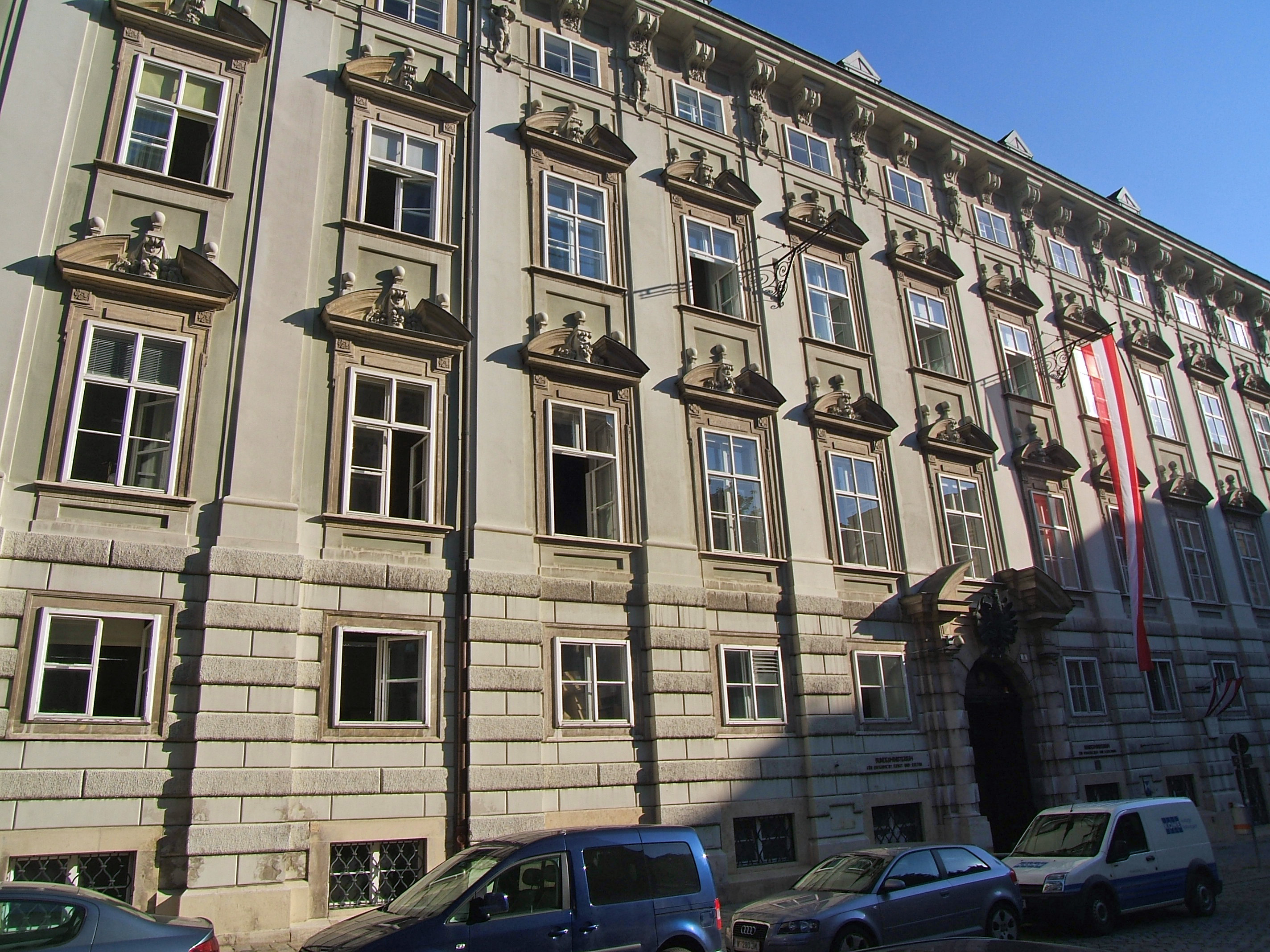
Dienstsitz ist das Palais Starhemberg am Minoritenplatz

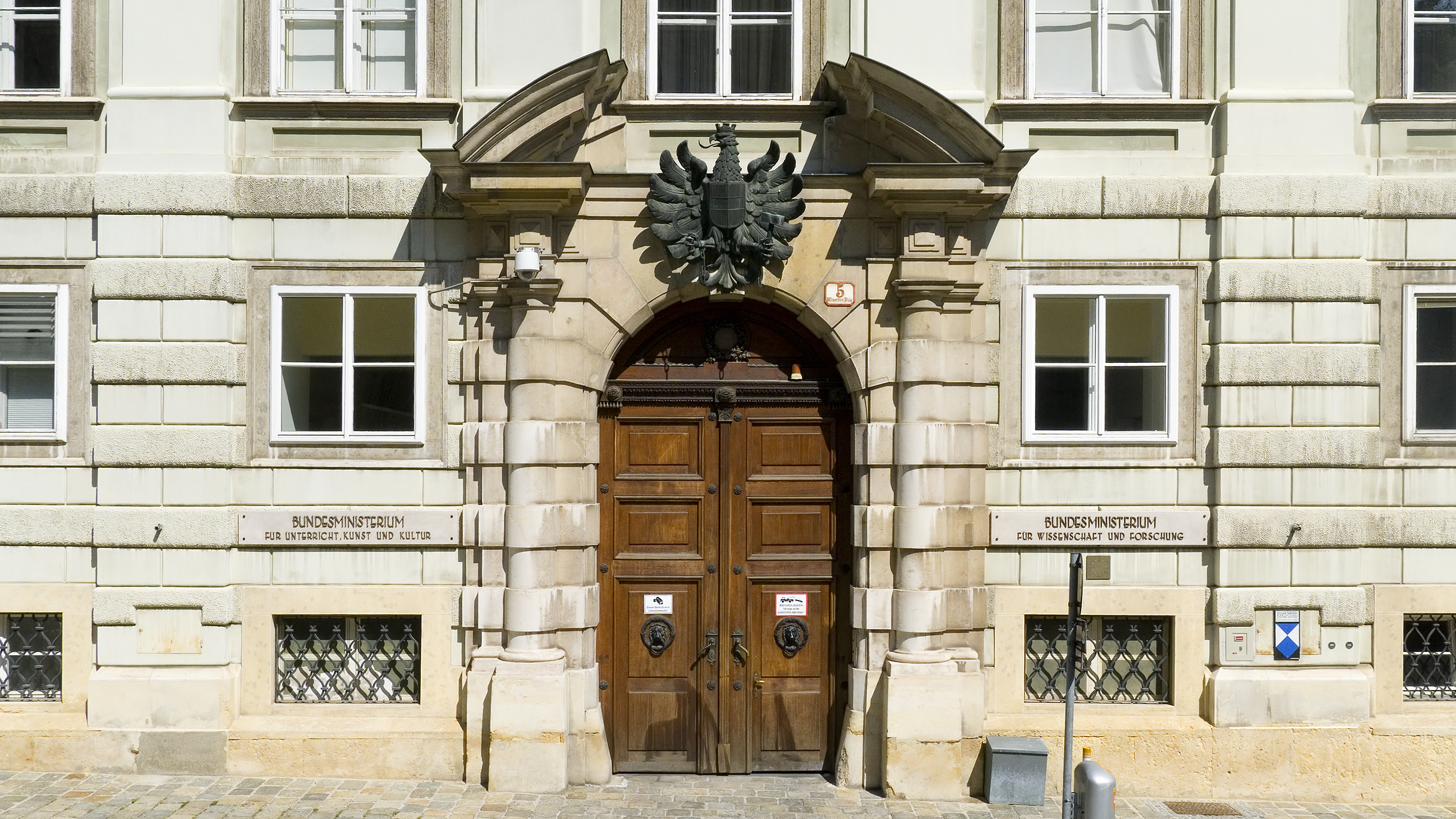
Der Eingang des Ministeriums

Das Bundesministerium für Wissenschaft und Forschung (kurz BMWF oder Wissenschaftsministerium) war eine österreichische Verwaltungseinrichtung des Bundes, und vor allem für die wissenschaftliche Forschung und akademische Ausbildung zuständig.
Das Ministerium wurde 1970 von Bruno Kreisky als dezidiertes Wissenschafts- und Hochschulministerium geschaffen, womit das Konzept eines Kultusministeriums als Gesamtministerium für Bildung und Kultur hinfällig wurde. 1996–2000 war es kombiniertes Wissenschafts- und Verkehrsministerium, 2000–2007 gab es wieder ein Gesamt-Bildungsministerium mit Kultur, dann wurde es in seiner ursprünglichen Spezialisierung wieder eingerichtet.
Am 29. Jänner 2014 beschloss der Nationalrat mit den Stimmen der Regierungsparteien, im Rahmen von Kompetenzverschiebungen unter den Ministerien das Wissenschaftsministerium aufzulassen. Das Ministerium wurde mit Inkrafttreten des neuen Bundesministeriengesetzes am 1. März 2014 aufgelöst, die Agenden dem Bundesministerium für Wissenschaft, Forschung und Wirtschaft übertragen.
Mit dem Innovationsministerium Bundesministerium für Verkehr, Innovation und Technologie gibt es in Österreich weiterhin noch ein zweites Ministerium für wissenschaftliche Angelegenheiten, das sich speziell um angewandte und wirtschaftsnahe Forschung und Entwicklung kümmert.

## Bundesminister
In der zuletzt amtierenden Bundesregierung Faymann I war Karlheinz Töchterle (ÖVP) Bundesminister für Wissenschaft und Forschung. Er wurde am 21. April 2011 als Nachfolger von Beatrix Karl angelobt.
Gründungsministerin des Wissenschaftsministeriums war Hertha Firnberg (1971–1983), gefolgt u. a. von Heinz Fischer (1983–87), Erhard Busek (1989–94) und Elisabeth Gehrer (2000–07, Bildungsministerin seit 1995). Nachdem Johannes Hahn als Regionalkommissar in die EU-Kommission gewechselt hatte, übernahm Karl dieses Amt.

## Kompetenzen
Ursprünglich explizit für Wissenschaft und Forschung konzipiert, war 1994 die Zuständigkeit für Kunst vom Bildungsministerium hinzugekommen (Reform des Denkmalwesens), 1996 auch für Verkehr (Zeit der Privatisierung der öffentlichen Wirtschaft, Scholten, Einem, Schmid als Wissenschafts- und Verkehrsminister), 1997 kam Kunst an das Bundeskanzleramt, und 2000–2007 waren Bildungs- und Wissenschaftsministerium vereint (Zeit Gehrer, Verkehr zum Infrastrukturministerium). Zuletzt stellte sich das Ministerium wieder rein wissenschaftsbezogen dar und begleitete insbesondere den Bologna-Prozess, das Erasmus-Programm zu Mobilität im Hochschulbereich, und die Privatisierung der Hochschullandschaft (Fachhochschulen, Privatuniversitäten).
Das BMWF war zuletzt zuständig für:
- Wissenschaften, insbesondere der wissenschaftlichen Forschung und Lehre
  - Universitäten
  - Fachhochschulen
  - Wissenschaftliche Anstalten und Forschungseinrichtungen einschließlich der österreichischen Akademie der Wissenschaften
  - Wissenschaftliches Bibliotheks-, Dokumentations- und Informationswesen
  - Studentische Interessenvertretung und Studienbeihilfen und Stipendien
  - Studentenmensen sowie Förderung des Baus von Studentenheimen
  - Wissenschaftliche Sammlungen und Einrichtungen
  - Wissenschaftliche Forschung und der internationale Mobilitätsprogramme sowie europäischen Rahmenprogramme
- Lebenswissenschaften und Förderung von Ersatzmethoden zum Tierversuch
- Wissenschaftliche Stiftungen und Fonds

Im Licht der Öffentlichkeit stand das Ministerium in jüngeren Jahren besonders in der Diskussion um Studiengebühren und „Deutschenschwemme“, und die Studierendenproteste in Österreich 2009/2010  (Besetzung des Audi-Max, „Die Uni brennt!“).

## Organisation
Das Bundesministerium war in Sektionen, Abteilungen und Referate gegliedert:
- Bundesminister
- Generalsekretär
  - Sektion I: Universitäten, Fachhochschulen, Personalmanagement, Raum
  - Sektion II: Wissenschaftliche Forschung; Internationale Angelegenheiten
  - Sektion III: Budget; Förderungen im Wissenschaftsbereich; Protokoll; Öffentlichkeitsarbeit; Zentrale Dienste; Informations- und Kommunikationstechnologie; Förderung und Beratung für Studierende; Anerkennungsfragen und Internationales Hochschulrecht
  - Zentralausschüsse

## Historische Entwicklung
| Zeitraum            | Unterrichtsministerium | Wissenschaftsministerium |
| ------------------- | --- | --- |
| 1848                | Ministerium des öffentlichen Unterrichts | |
| 1849                | Ministerium für Cultus und Unterricht | |
| 1861–1867           | sistiert | |
| 1867–1918           | Ministerium für Cultus und Unterricht | |
| 1918–1920           | Staatsamt für Inneres und Unterricht | |
| 1919–1923           | Bundesministerium für Inneres und Unterricht | |
| 1923–1938 1945–1970 | Bundesministerium für Unterricht Innenpolitik dem Bundeskanzleramt eingegliedert | |
| 1970–1984           | Bundesministerium für Unterricht und Kunst Kunstangelegenheiten in Abgrenzung zum neuen Wissenschaftsministerium betont | Bundesministerium für Wissenschaft und Forschung Neu begründet |
| 1985–1991           | Bundesministerium für Unterricht, Kunst und Sport Sportressort von Sinowatz betont | Bundesministerium für Wissenschaft und Forschung Neu begründet |
| 1991–1994           | Bundesministerium für Unterricht und Kunst Sportressort in das neue Bundesministerium für Gesundheit, Sport und Konsumentenschutz eingegliedert | Bundesministerium für Wissenschaft und Forschung Neu begründet |
| 1995–1996           | Bundesministerium für Unterricht und kulturelle Angelegenheiten | Bundesministerium für Wissenschaft, Forschung und Kunst Kunstangelegenheiten vom Unterrichtsministerium |
| 1996–1997           | Bundesministerium für Unterricht und kulturelle Angelegenheiten | Bundesministerium für Wissenschaft, Verkehr und Kunst Verkehrspolitik vom aufgelösten Bundesministerium für öffentliche Wirtschaft und Verkehr |
| 1997–2000           | Bundesministerium für Unterricht und kulturelle Angelegenheiten | Bundesministerium für Wissenschaft und Verkehr Die Kunstagenden wurden 1997 an das Bundeskanzleramt übergeben. |
| 2000–2007           | Bundesministerium für Bildung, Wissenschaft und Kultur In der Regierung Schüssel I wurden die Wissenschaftsagenden in das bisherige Bundesministerium für Unterricht und kulturelle Angelegenheiten eingegliedert; die Verkehrsagenden wurden dem neu geschaffenen Bundesministerium für Verkehr, Innovation und Technologie zugeteilt. | Bundesministerium für Bildung, Wissenschaft und Kultur In der Regierung Schüssel I wurden die Wissenschaftsagenden in das bisherige Bundesministerium für Unterricht und kulturelle Angelegenheiten eingegliedert; die Verkehrsagenden wurden dem neu geschaffenen Bundesministerium für Verkehr, Innovation und Technologie zugeteilt. |
| 2007–2013           | Bundesministerium für Unterricht, Kunst und Kultur | Bundesministerium für Wissenschaft und Forschung |
| 2013                | Bundesministerium für Wissenschaft und Forschung | |

## Preise und Auszeichnungen
- Würdigungspreis des Bundesministers für Wissenschaft und Forschung für hervorragende Studienleistungen.[2]
- Das Wissenschaftsministerium verlieh seit 1997 alle zwei Jahre den Gabriele-Possanner-Staatspreis als Wissenschaftspreis, je nach politischer Lesart für Feminismusforschung oder für wissenschaftliche Leistungen im Dienste der Geschlechterdemokratie.